# Поучение Владимира Мономаха

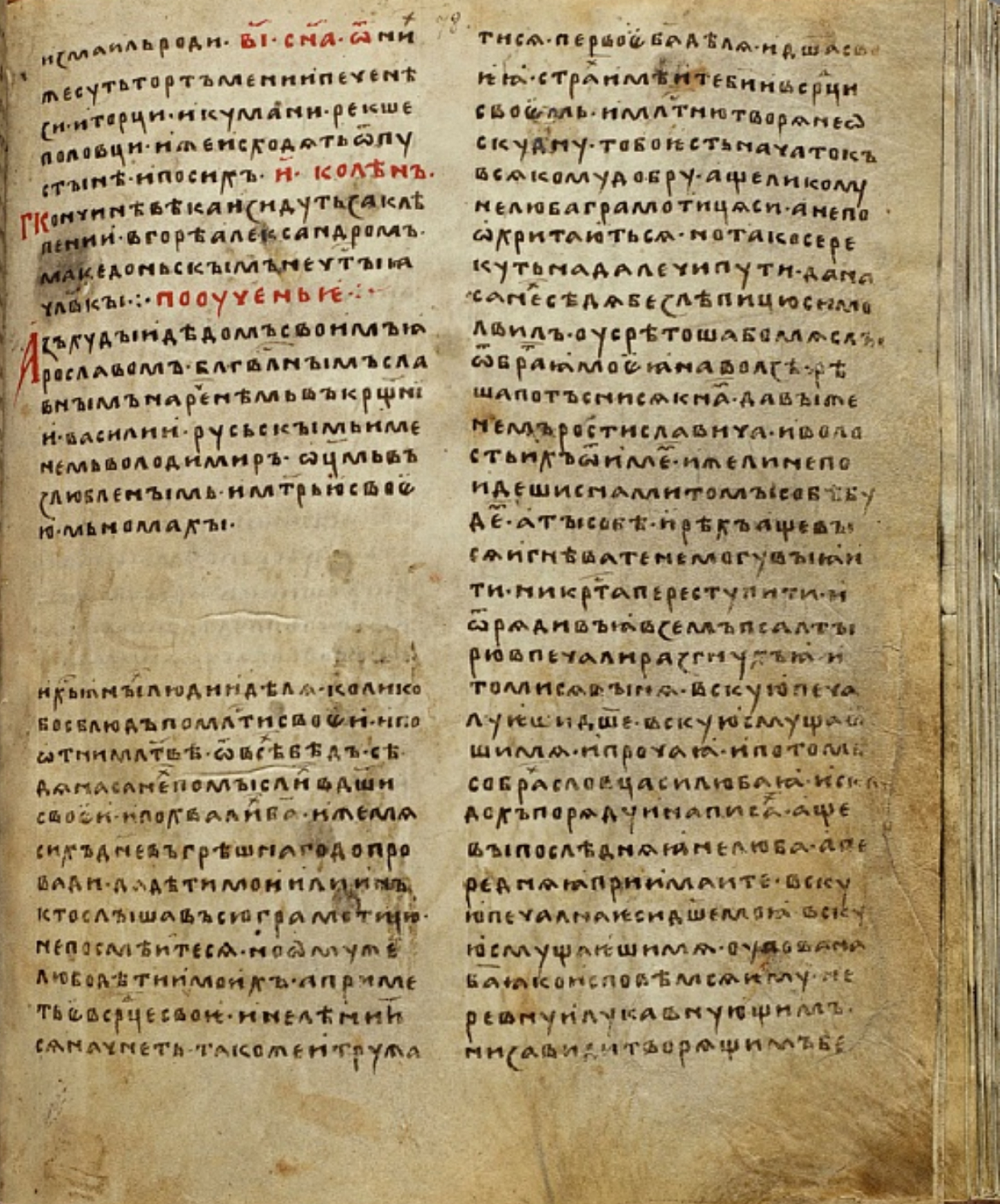
Страница из «Поучения Владимира Мономаха»

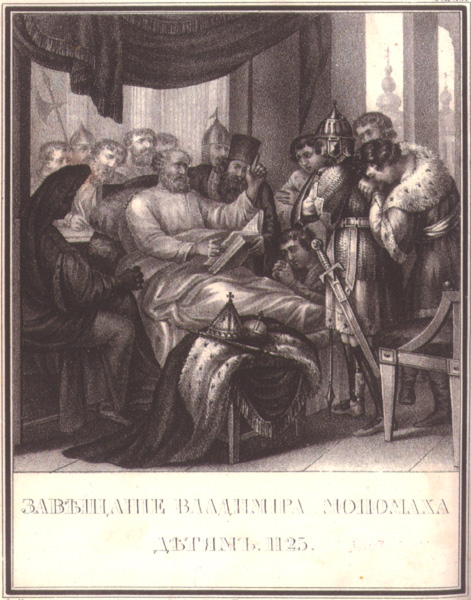
«Завещание Владимира Мономаха детям». Литография 1836 года по рисунку Бориса Чорикова

«Поуче́ние Влади́мира Монома́ха» (в некоторых источниках — «Поучение Владимира Всеволодовича», «Завещание Владимира Мономаха детям», «Поучение детям») — литературный памятник XII века, написанный великим князем киевским Владимиром Мономахом. Это произведение называют первой светской проповедью.
До нас дошли три произведения Владимира Мономаха. Первое — «Поучение», второе — рассказ о «путях и ловах» (автобиография), третье — письмо к двоюродному брату Олегу Святославовичу.
В Поучениях цитируется 36 и 55 псалом. Также Мономах упоминает следующие города: Берестье, Владимир, Курск, Новгород, Переяславль, Полоцк, Ростов, Смоленск, Стародуб, Сутейск, Туров, Чернигов, Голтав, Лубны, Ромны, Воинь, Вырь и центр вятичей Корьдно (Кордно).

## Содержание
Первоначально «Поучение Владимира Мономаха» состояло из трёх частей: «Поучение», «Летописи» жизни Мономаха (автобиография князя) и послание черниговскому князю Олегу Святославичу Черниговскому. Ранее в состав «Поучения» включалось ещё одно произведение «Молитвы», однако после исследований Н. Н. Воронина и Р. Матьесена стало ясно, что эта часть была вставлена позднее.

### Поучение
В первой части князь Владимир Мономах обращается к своим детям и ко всем, кто когда-либо прочтёт его послание. Он учит 
жить, как подобает христианам, всегда и везде поступать так, как прилично мужам, помня, что блюдение Божие надёжней человеческого.
 Князь призывает не лениться, трудиться, подавать милостыню, быть верным крестному целованию. Владимир Мономах рассказывает, как он отказался от предложения братьев участвовать в войне с сыновьями князя Ростислава Владимировича: «не могу я ни с вами пойти, ни крестоцелование преступить». (Речь идёт о соглашении на Любечском съезде 1097 г.) Основу нравственности («начало добра») Мономах видит в «страхе Божьем». Он поучает своих детей о необходимости «малых дел», призывает читать молитву «Господи помилуй», помогать нищим, не губить христианских душ, быть гостеприимным, почитать старших и священников, любить равных, не пьянствовать, не блудить, не лгать, быть осторожным на войне.
Владимир Мономах обращается к множеству источников, например, цитирует Псалтирь, житие святого Василия Великого (о скромности и послушании старшим). Последующие слова являются парафразом одного из поучений Василия Великого (IV в.), вошедшего в православные богослужебные сборники: «Пролог» (под 21 января) и «Триодь Постную». Далее Мономах пишет о величии Бога и Его творения, снова цитируя Псалтирь «Триодь Постную» (песнопения 1-й великопостной недели). Вероятно, автор использует также богословский трактат «Шестоднев» Иоанна, экзарха Болгарского.

### Рассказ Мономаха о своей жизни

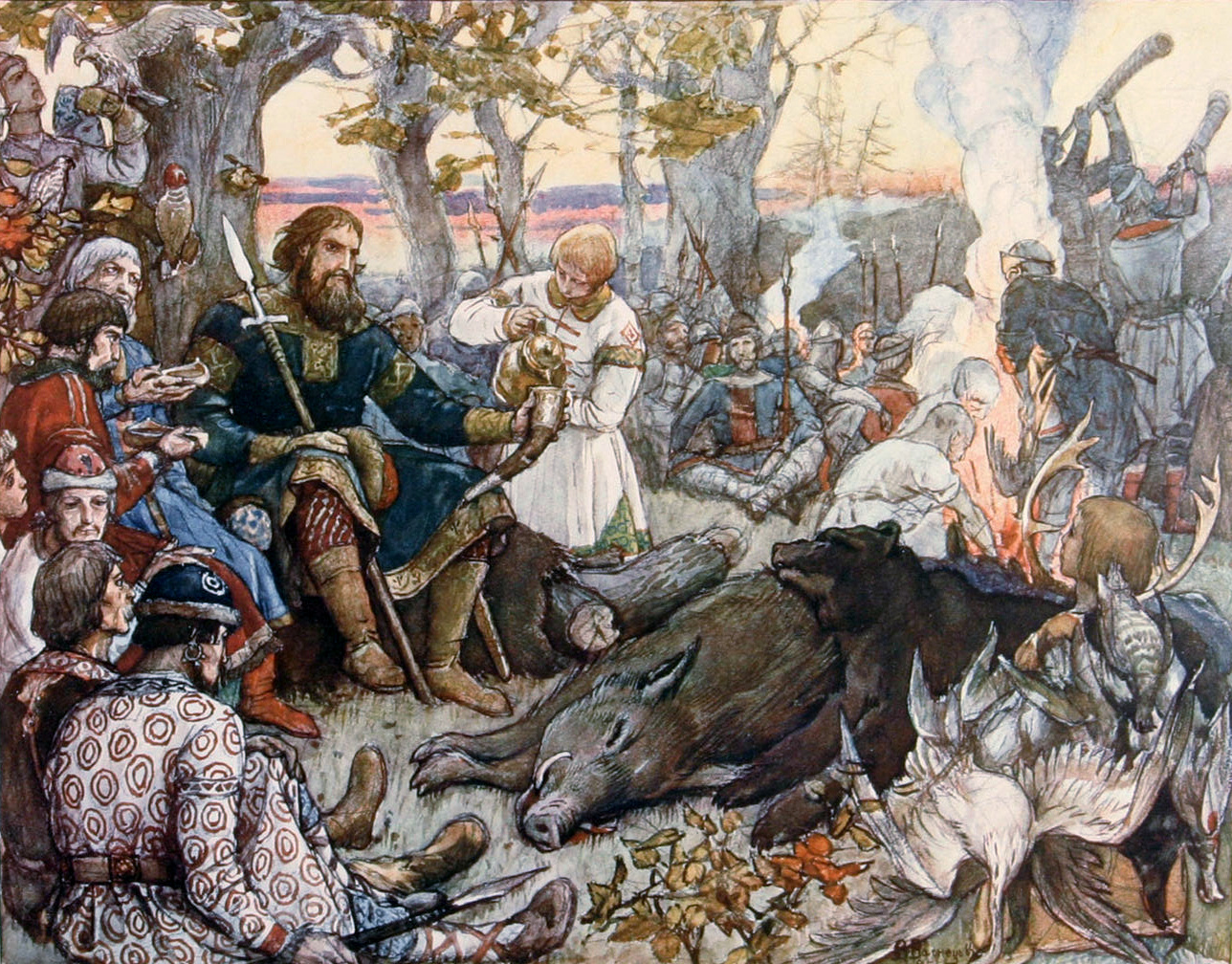
Отдых Владимира Мономаха после охоты, Виктор Васнецов, 1848

Следующая часть «Поучения Мономаха» («рассказ о путях и ловах») представляет собой перечисление его военных походов и поездок. Князь делится с читателем богатым личным опытом, показывая, как он соблюдает те правила, о которых говорит в первой части. Князь пишет о том, что он начал взрослую жизнь в тринадцать лет, когда отец посылает его к Ростову «сквозь землю вятичей». Рассказ повествует о походах Мономаха против полочан, вятичей, поляков и половцев. Всего Мономах помнит 83 похода и 19 соглашений, которые он заключил с половцами. Также Мономах упоминает об охотах на диких куниц, туров, оленей, лосей, вепрей, медведей и «лютых зверей». Автор заканчивает повествование выражением надежды на то, что читатели не будут его осуждать, так как он не хотел хвалить «ни себя, ни смелости своей» и прославлял лишь Бога за его милость «за то, что он меня, грешного и худого, столько лет оберегал от тех смертных опасностей, и не ленивым меня, дурного, создал, на всякие дела человеческие годным.» Мономах побуждает делать добрые дела и славить «Бога со святыми его».

### Письмо Мономаха к Олегу Святославичу
Послание к черниговскому князю Олегу Святославичу стало откликом на события в Муроме 6 сентября 1096 года, когда в битве с Олегом был убит один из сыновей Мономаха — князь Изяслав Владимирович. В послании Мономах прощает князю Олегу гибель сына, призывает черниговского князя к миру, удивляется тому, что Олег не раскаивается в совершенном грехе. Д. С. Лихачёв отмечает: 
Обстоятельства, которые дали повод для написания письма, исключительны, и сама тональность письма, его содержание также совершенно исключительны и производят на современного читателя сильнейшее впечатление. 
 Также он пишет: мировая история не знает «ничего похожего» на это «письмо победителя Мономаха к своему побежденному врагу».

### Связь трёх частей Поучения Владимира Мономаха
Все три части «Поучения» поучения объединяет дидактический нарратив. Если первая часть содержит в себе прямые советы о том, как следует себя вести, то последующие дополняют и подкрепляют эти советы личными биографическими фактами. В. В. Кусков пишет:

Характерная особенность «Поучения» Владимира Мономаха — тесное переплетение дидактики с автобиографическими элементами.

## История
Дата написания
Отсутствие в «Поучении» точных датировок поставило под вопрос дату создания текста. Считается, что каждый раздел произведения принадлежит к разному временному отрезку. Исторические события, которые являлись предпосылкой для написания письма Олегу, описываются в Повести временных лет. В 1096 году брат Владимира Олег, пытаясь захватить власть в Муроме, убивает сына Владимира Мономаха Изяслава. Именно это действие ляжет в основу письма, датируемого 1097 г. Одну из версий появления «Поучения» выдвинул Н. М. Карамзин. Историк предполагает, что текст был написан не раньше 1117 года. В качестве доказательства он пишет о походе Мономаха на князя Ярослава Всеволодовича. В первом издании сочинений Владимира Мономаха Мусин-Пушкин относит появление «Поучения» к подсмертным годам князя. Вопрос датировки также изучал академик М. П. Погодин. Согласно исследованиям историка мысль о создании «Поучения» пришла Владимиру Мономаху по дороге в Ростов, где на Волге он встретился с послами Святополка Изяславовича. Они предложили участвовать Мономаху в походе против Ростиславичей. Все события, упоминаемые после 1099 года, по мнению Погодина, являются дополнениями, приписанными позже. По версии учёного С. М. Соловьёва, произведение было написано после 1100 года. Он связывает дату написания с походом князей против Ростиславовичей, которые отказались выполнять решения Витичевского съезда. До исследования Н. Н. Ворониного и Р. Матьесена считалось, что в комплекс «Поучения» также входит «Молитва», однако теперь авторство «Молитвы» приписывается Кириллу Туровскому.
Лаврентьеская летопись
«Поучение Владимира Мономаха» дошло до нас в пергаментной Лаврентьевской летописи 1377 года. Однако у исследователей возникли сложности при определении границ «Поучения»: летописец не разделил, где заканчивается само произведение и начинается письмо брату Олегу. Трудности в дальнейшем изучении памятника были продиктованы и тем фактом, что летописец включил его в текст 1096 года. Однако события, описываемые Владимиром Мономахом, датируются более поздними временами. Остались утраченными некоторые фрагменты «Поучения». Позже пергаменная Лаврентьевская летопись ляжет в основу издания 1793 года.
Первое современное издание
Первое издание сочинений Владимира Мономаха, куда входило Поучение, вышло в Санкт-Петербурге под заглавием «Духовная Великого Князя Владимира Всеволодовича Мономаха детям своим, названная в Летописи Суздальской Поученье». Издателем текста был Мусин-Пушкин, однако само издание вышло анонимно— археограф предпочёл не указывать своё имя. Рядом c «Поучением» был приложен словарь с толкованием древних слов. Некоторые исследователи указывают на ряд ошибок и неточностей, допущенных Мусиным-Пушкиным при издательстве «Поучения». Во время пожара 1812 года литературный памятник чудом не сгорел и перешёл в руки Н. М. Карамзину. Академик Д. С. Лихачёв называет «Поучение» «своеобразным собранием сочинений» Мономаха и добавляет:

Громадная политическая тема — подкрепить моральной дисциплиной новый политический строй — была разрешена в «Поучении» с удивительным художественным тактом.

С «Поучения» в русской литературе начинается традиция обсуждения этических вопросов.

## Религиозный контекст
«Поучение Владимира Мономаха» во многом обусловлено теоцентризмом сознания его автора. Об этом свидетельствуют постоянные обращения Мономаха к текстам Священного писания. Так, например, как замечает исследовательница Л. Г. Дорофеева, с самого начала «Поучения» мы наблюдаем, как автор использует по отношению к себе прилагательные негативной коннотации — азъ худый, гршный. Таким образом, поясняет филолог, он демонстрирует «чувство дистанции по отношению к главной и высшей ценности — Богу». Далее, наблюдаем, как автор призывает будущих читателей его поучения к милосердию, снисходительному отношению к бедным, что отсылает к христианской морали всепрощения:

Всего же паче убогых не забывайте. / Всего же более убогих не забывайте.
Помимо реминисценций в «Поучении» также встречаются и сами фрагменты из библейских писаний, которые Мономах цитирует часто. Это, например, цитата из книги пророка Исаии:

Избавите обидима, судите сиротѣ, оправдайте вдовицю. Придѣте, да сожжемъся, глаголеть Господь. Аще будут грѣси ваши яко оброщени, яко снѣгь обѣлю я.— Ис.1:16-17

Отметим, что влияние «Шестоднева» Иоанна Экзарха на «Поучение» Владимира Мономаха касается не только общего смысла размышлений по поводу мудрости божественного мироустройства, но и самой стилистической манеры восхищения перед разнообразием мира: нагромождение риторических вопросов и восклицаний, перечисления и постановка глаголов в конце предложений.— Д. С. Лихачёв
Таким образом, можно сделать вывод, что, обращаясь к «Шестодневу» Иоанна Экзарха и цитируя Библию, Владимир Мономах проявлял эрудицию в знаниях церковной литературы, а сам его текст помимо прочих смыслов носил в себе и религиозное значение.
Объяснить включение Владимира Мономаха в «Поучение» библейских реминисценций можно по-разному. Так, А. Н. Ужанков поясняет, что обращение к Священному писанию было свойственно древнерусскому человеку, так как в первую очередь такие включения в тексты (даже нравоучительного содержания) обнажают «покаяние перед Высшим Судьею». Похожее объяснение приводит Л. В. Левшун. Она поясняет, что автор средневековой литературы в каком-то роде является «со-творцом», а его произведение — «исповедью-самоотчетом», которая пишется перед ожиданием Страшного суда. Таким образом, обращения Владимира Мономаха к религиозным текстам и непосредственно к самой Библии, по мнению исследователей, носят больше эсхатологический характер.

## Жанровое определение
«Поучение Владимира Мономаха» довольно сложно свести к определённому жанру. Тем не менее, существует несколько суждений. Так, первое определение жанра «Поучения» вынес А. И. Мусин-Пушкин, который в первом издании 1793 года текста охарактеризовал «Поучение» как «Духовную князя Владимiра Всеволодовича Мономаха», то есть — «духовное завещание». Также некоторые учёные зачастую отмечают сходство «Поучения» с текстами европейской традиции. Так, М. П. Алексеев проводит жанровые параллели «Поучения Владимира Мономаха» с «королевскими завещаниями» к детям-наследникам, а также с королевскими поучениями. Г. Ю. Филипповский, в свою очередь, дополняет, что в первой половине XI века в английской традиции существовали и послания ко всей нации, которые по своей адресности напоминают «Поучение» Мономаха. В статье «„Поучение“ Владимира Мономаха: поэтика жанра» учёный приводит следующие примеры: «Послание Волка к Англам», написанную Йоркским архиепископом Вульфстаном, а также «Письмо Кнуда к народу Англии», принадлежащее королю Англии Кнуду Великому. Вообще, Филипповский уверенно определяет жанр «Поучения» как «послание к нации». Исследователь объясняет это тем, что в тексте присутствует не только личностная адресность (автобиографичность, исповедальность), но и коллективно-личностная адресность (например, немалочисленные адресные повторения фразы «дети мои»). Вдобавок, как отмечает учёный, в тексте образ-концепт «Русской Земли» тесно коррелирует с обучением русского народа новой христианской этики и мировоззрения, а также — политкорректности, что позволяет сделать вывод о том, что в литературном памятнике XII века превалируют жанровые черты именно «послания к нации». Однако есть и ряд исследователей, склоняющихся к тому, что «грамотица» (как сам определяет своё творение князь) является ярким примером произведения «вне жанров».

## Оформление и издания
Лаврентьевская летопись, в которой впервые фиксируется текст «Поучения Владимира Мономаха», написана на пергамене из телячьей кожи, имеет деревянный переплёт. На страницах 78-85 размещены «Поучение Владимира Мономаха», письмо Владимира к Олегу и молитва. На листах часто заметны следы капель воска от свечей. Почерк рукописи полууставной. Текст, написанный чёрными чернилами, размещён в два столбца, заглавные буквы выписаны киноварью.
В издании А. И. Мусин-Пушкина 1793 года «Поучение» Владимира Мономаха напечатано шрифтом en regard с переводом на другой половине каждой страницы гражданским шрифтом. Причём церковный шрифт использован здесь, скорее, как декоративный символ старины, так как он не отражает графики и орфографии пергаменного подлинника XIV века, а следует позднейшей системе полуустава церковных печатных книг.
Что касается языковой точности, исследователи замечают в издании Мусина-Пушкина некоторые отклонения от оригинального текста, среди которых поставленные ударения, знаки придыхания, знаки препинания и заглавные буквы, не встречающиеся в подлинной рукописи, раскрытые титла (причём некоторые из них неверно). Некоторые буквы изменены, некоторые поставлены произвольно (например, вместо ѣ написана е и наоборот, вместо ы — и, ъ — ь, у — ю), в текст вставлены также лишние буквы, встречаются пропуски частиц, неправильные деления слов. При этом тёмные места текста, с трудом поддающиеся расшифровке, были опущены и приведены в переводе без изменений. Издание рукописей Мономаха нацелено было на демонстрацию культурного богатства древнерусской цивилизации, что вполне подтверждается содержанием примечаний и предисловия.
В третьем издании «Летописи по Лаврентьевскому списку» 1897 года напечатано начало «Поучения», писанное полууставом конца XVIII в. И. М. Ивакин называет это издание «каллиграфическим упражнением на основании печатного издания 1793 г.» с домыслами и вставками.

## Сведения, отсутствующие в летописи
Произведение содержит более подробные, чем в «Повести временных лет», сведения о событиях 1070-х—1110-х годов, прежде всего касающиеся борьбы с половцами и Всеславом Полоцким, при аналогичной последовательности.